# Ульель, Гаспар
Гаспа́р Тома́ Улье́ль (фр. Gaspard Thomas Ulliel, франц. произношение /gaspaʁ yljɛl/; 25 ноября 1984, Булонь-Бийанкур — 19 января 2022, Гренобль) — французский актёр кино и театра, модель.
Международную известность приобрёл после исполнения одной из главных ролей в детективной драме Жан-Пьера Жёне «Долгая помолвка» (экранизация одноимённого романа Себастьяна Жапризо). Среди заметных работ актёра — роль молодого Ганнибала Лектера в картине Питера Уэббера «Ганнибал: Восхождение», кутюрье Ива Сен-Лоран в байопике Бертрана Бонелло «Сен-Лоран. Стиль — это я» и других. Лауреат премии «Сезар»: самому многообещающему актёру за роль в фильме «Долгая помолвка», позже — «Сезар» за лучшую мужскую роль в фильме «Это всего лишь конец света». Лицо мужского аромата Bleu de Chanel от Chanel.

## Биография

### Юность
Гаспар Ульель родился 25 ноября 1984 года в парижском пригороде Булонь-Бийанкур в семье стилистов. Шрам на левой щеке — результат нападения добермана, которому Гаспар подвергся в возрасте шести лет. В детстве Ульель мечтал стать кинорежиссёром и, по окончании лицея, поступил в университет Сен-Дени, где изучал кинематограф. Сниматься Ульель начал ещё школьником, первую свою роль в телевизионном фильме он сыграл в двенадцать лет. На французском телевидении начинающего актёра быстро заметили, и за последующие годы Ульель появился в нескольких телепроектах.

### Карьера
Кинодебют Гаспара Ульеля состоялся в короткометражном фильме 1999 года «Прозвище» известной французской сценаристки и режиссёра Марины де Ван. Затем Ульель принял участие в съёмках нашумевшего мистического боевика Кристофа Гана «Братство волка» (эпизодическая роль) (2001) и комедии Мишеля Блана «Целуй, кого хочешь» (2002). За роль в последней картине Ульель удостоился номинации на французскую национальную кинопремию «Сезар».
Своё исполнительское мастерство Ульель совершенствовал, посещая актёрские курсы Cours Florent, где его заметил классик французского кино Андре Тешине. Ульель получил главную роль в драме Тешине «Заблудшие» (2003), его партнёршей выступила звезда французского экрана Эммануэль Беар. События картины, снятой по роману Жиля Перро, разворачиваются во время Второй мировой войны летом 1940 года. Ульель играет загадочного подростка Ивана, помогающего выжить в сельской глуши учительнице Одиль (в исполнении Беар), бежавшей с двумя детьми из оккупированного немцами Парижа. По признанию критиков, Гаспар Ульель блестяще справился с этой непростой ролью. За неё актёр вновь номинировался на премию «Сезар».
Следующей работой Гаспара Ульеля стала эпизодическая роль в амбициозном проекте «Чемоданы Тульса Люпера: Из Во к морю» признанного мастера европейского кинематографа Питера Гринуэя.

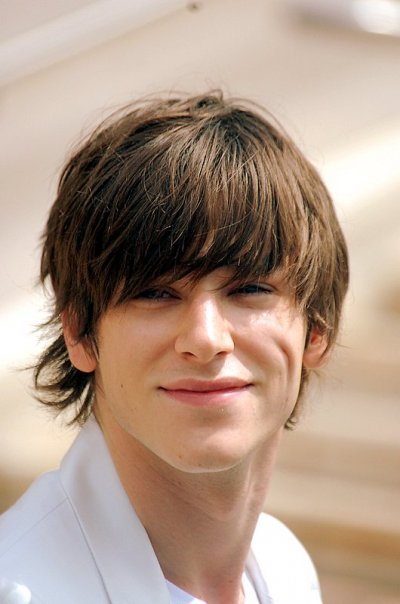
Гаспар Ульель в 2006 году

В 2004 году на экраны вышла крупнобюджетная детективная драма Жан-Пьера Жёне «Долгая помолвка», экранизация одноимённого романа популярного французского писателя Себастьяна Жапризо. В этом фильме Ульель исполнил роль центрального персонажа — солдата Манека, то ли погибшего, то ли пропавшего без вести на фронтах Первой мировой войны, розысками которого занята его невеста Матильда (её сыграла Одри Тоту). Картина, собравшая хорошие отзывы в прессе, была тепло встречена публикой и принесла Ульелю всемирную известность. Актёр лично представлял фильм во многих странах, в частности, побывал в Москве на неделе французского кино, в рамках которой состоялась российская премьера «Долгой помолвки». За эту роль Ульель наконец получил «Сезара» как самый многообещающий молодой исполнитель (всего же фильм завоевал пять «Сезаров»).
В том же 2004 году Гаспар Ульель появился в главной роли в скромной семейной драме «Последний день». Его герой — восемнадцатилетний студент Симон — приезжает в Ла-Рошель провести новогодние каникулы вместе с родителями. Попытка Симона разобраться в собственной сексуальности и в отношениях с близкими оборачивается трагедией. Картина осталась практически незамеченной, за пределами Франции она демонстрировалась лишь на фестивалях гей-кино. Зрительское внимание обошло и следующую ленту с участием Ульеля «Дом Нины» (2005) о проблеме Холокоста во Франции. 8 мая 2006 года на Каннском кинофестивале был представлен международный проект «Париж, я люблю тебя», созданный усилиями двух десятков режиссёров, каждый из которых снял эпизод, посвящённый одному из округов Парижа. В этой картине Ульель оказался в компании таких звёзд мирового кино как Фанни Ардан, Элайджа Вуд, Жерар Депардьё, Натали Портман, Боб Хоскинс. Однако, по общему признанию критики поставленная Гасом Ван Сентом новелла «Маре» о гей-квартале, в которой сыграл Ульель, — одна из самых слабых зарисовок фильма.
В начале 2007 года на мировые экраны вышел долгожданный приквел «Ганнибал: Восхождение», в котором Гаспар Ульель воплотил образ людоеда и эстета Ганнибала Лектера, придуманный писателем Томасом Харрисом. Картина повествует о юности Лектера, движимого желанием отомстить за смерть своей сестры. Фильм, поставленный Питером Уэббером и спродюсированный Дино Де Лаурентисом, стал первым (не считая эпизодической роли в «Чемоданах Тульса Люпера») в карьере Ульеля, где ему пришлось играть на неродном английском языке. Впрочем, большой проблемы это не вызвало, так как актёр с детства свободно владеет английским. Куда труднее было найти подход к персонажу, ассоциирующемуся у миллионов кинозрителей с образом, созданным Энтони Хопкинсом. В своих интервью Ульель признавался, что стремился максимально дистанцироваться от актёрской манеры Хопкинса. Результат оказался не слишком убедительным. Большинство поклонников Лектера остались разочарованы, сам же фильм не получил высоких оценок от кинокритиков. При бюджете в 50 миллионов долларов картине удалось собрать в прокате немногим более 80 миллионов.

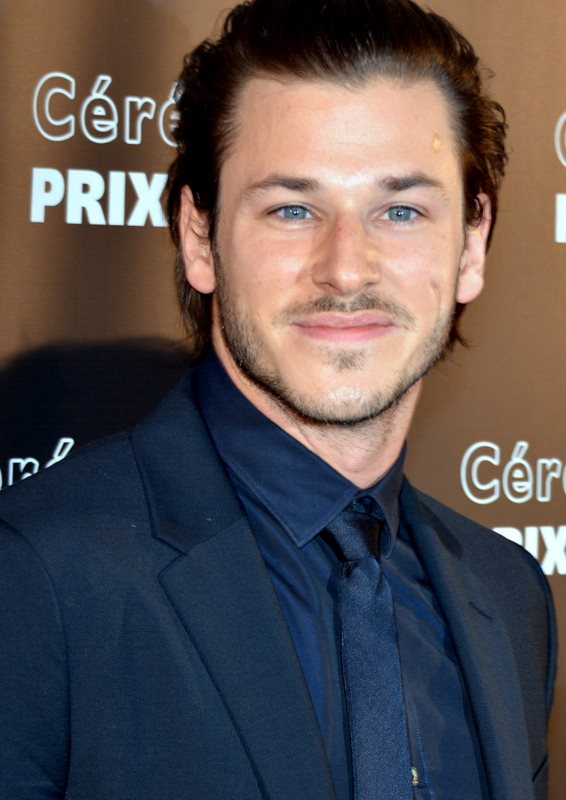
Гаспар Ульель в 2015 году

17 мая 2014 года на экраны вышел один из самых значимых фильмов в биографии Ульеля байопик «Сен-Лоран. Стиль — это я» режиссёра Бертрана Бонелло, где актёр исполнил роль великого кутюрье. В фильме, когда видно Сен-Лорана за рисованием и крупные планы его работ, всё нарисовано самим Гаспаром Ульелем. В октябре 2014-го Гаспар Ульель и режиссёр Бертран Бонелло представили фильм в Москве (премьера картины состоялась в кинотеатре «Москва»).
В 2016 году вышли две картины с Гаспаром: «Это всего лишь конец света» и «Танцовщица».
В 2017 году он был номинирован на приз жюри за лучшую мужскую роль на Международном кинофестивале Ривьера за роль в фильме Ксавье Долана «Это всего лишь конец света». Фильм также был номинирован на премию Большого жюри за лучшую картину.
Помимо кино, Гаспар был занят в модельном бизнесе — он являлся лицом Дома Chanel. Ульель являлся лицом бренда Longchamp, французской компании по производству кожи и предметов роскоши, наряду с Кейт Мосс.
В июле 2021 года он присоединился к актёрскому составу предстоящего сериала о супергероях «Лунный рыцарь», действие которого разворачивается в кинематографической вселенной Marvel. Он сыграл роль Антона Могарта/Полуночного человека.

### Личная жизнь
С 2005 по 2008 год Гаспар встречался с французской актрисой Сесиль Кассель. В 2007 году имел непродолжительные отношения с Шарлоттой Казираги. С 2008 по 2013 был в отношениях с Джордан Крантелль.
С 2013 года Гаспар состоял в отношениях с французской моделью и певицей Гаэлли Пьетри. 9 ноября 2015 года они объявили о том, что ждут ребёнка. Сын Орсо родился 12 января 2016 года.

### Гибель
19 января 2022 года стало известно, что французский актёр стал жертвой несчастного случая на горнолыжном курорте Ла-Розьер в Савойе. 18 января 2022 года, отдыхая с семьёй, он столкнулся с другим лыжником на пересечении двух склонов и получил серьёзную травму головы, после чего был экстренно перевезён на санитарном вертолёте в университетский больничный центр города Гренобль близ Ла-Тронш, где на следующий день скончался в возрасте 37 лет. Позже выяснилось, что Ульель пренебрёг техникой безопасности, катаясь на лыжах без шлема. Лыжник, с которым он столкнулся, никаких травм не получил.
Похороны состоялись 27 января 2022 года на кладбище Пер-Лашез в Париже.

## Фильмография
| Год  |   | Русское название                      | Оригинальное название                              | Роль                               |
| ---- | - | ------------------------------------- | -------------------------------------------------- | ---------------------------------- |
| 1997 | ф | Миссия: Телохранитель                 | Mission protection rapprochée                      |                                    |
| 1998 | ф | Хорошие каникулы                      | Bonnes vacances                                    | Жоэль                              |
| 1999 | ф | Качели                                | La bascule                                         | Оливье Барон                       |
| 1999 | ф | Прозвище                              | Alias                                              | Николя Трайе                       |
| 1999 | ф | Жюльетт                               | Juliette                                           | Николя д’Астье                     |
| 2000 | ф | Жюльен Лаппренти                      | Julien l'apprenti                                  | 14-летний Жюльен                   |
| 2001 | ф | Братство волка                        | Le pacte des loups                                 | Луи, мальчик, пасший коз с сестрой |
| 2001 | ф | Редкая птица                          | L'Oiseau rare                                      | Кевин                              |
| 2002 | ф | Целуй кого хочешь                     | Embrassez qui vous voudrez                         | Лоик                               |
| 2003 | ф | Заблудшие                             | Les égarés                                         | Иван                               |
| 2004 | ф | Чемоданы Тульса Люпера: Из Во к морю  | The Tulse Luper Suitcases, Part 2: Vaux to the Sea | Леон                               |
| 2004 | ф | Долгая помолвка                       | Un long dimanche de fiançailles                    | Манек                              |
| 2004 | ф | Последний день                        | Le dernier jour                                    | Симон                              |
| 2005 | ф | Дом Нины                              | La Maison de Nina                                  | Айзик                              |
| 2006 | ф | Париж, я люблю тебя                   | Paris, je t'aime                                   | Гаспар                             |
| 2007 | ф | Месть бедняка                         | Jacquou le croquant                                | Жаку                               |
| 2007 | ф | Ганнибал: Восхождение                 | Hannibal Rising                                    | Ганнибал Лектер                    |
| 2007 | ф | Незнакомец                            | L'inconnu                                          | незнакомец                         |
| 2008 | ф | Треть мира                            | La troisième partie du monde                       | Франсуа                            |
| 2008 | ф | Плотина против Тихого океана          | Un barrage contre le Pacifique                     | Жозеф                              |
| 2009 | ф | Замкнутый круг                        | Le premier cercle                                  | Антон Малакян                      |
| 2009 | ф | Удача винодела                        | The Vintner's Luck                                 | ангел Ксас                         |
| 2009 | ф | Ультиматум                            | Ultimatum                                          | Натанаель                          |
| 2010 | ф | Принцесса де Монпансье                | Lа Princesse De Montpensier                        | Генрих I де Гиз                    |
| 2011 | ф | Искусство любить                      | L'Art d'aimer                                      | Уильям                             |
| 2012 | ф | Ты будешь чтить свою мать и свою мать | Tu honoreras ta mère et ta mère                    | Бальтазар                          |
| 2012 | ф | Хранители снов                        | Les Cinq Légendes                                  | Джек Фрост                         |
| 2014 | ф | Сен-Лоран. Стиль — это я              | Yves Saint Laurent                                 | Ив Сен-Лоран                       |
| 2016 | ф | Это всего лишь конец света            | Juste la fin du monde                              | Луи                                |
| 2016 | ф | Танцовщица                            | La Danseuse                                        | Луи                                |
| 2017 | ф | Девять пальцев                        | 9 doigts                                           | доктор                             |
| 2018 | ф | Ева                                   | Eva                                                | Бертран                            |
| 2018 | ф | На краю света                         | Les confins du monde                               | Робер Тассен                       |
| 2018 | ф | Один король — одна Франция            | Un peuple et son roi                               | Базиль                             |
| 2019 | с | Вновь давным-давно                    | Il était une seconde fois                          | Винсент Дауда                      |
| 2019 | ф | Соблазн                               | Sibyl                                              | Игорь Малевски                     |
| 2022 | с | Лунный рыцарь                         | Moon Knight                                        | Антон Могарт / Полуночный человек  |
| 2022 | ф | Кома                                  | Coma                                               | Скотт                              |
| 2022 | ф | Больше чем никогда                    | Plus que jamais                                    | Матье                              |